# 로레나 게일

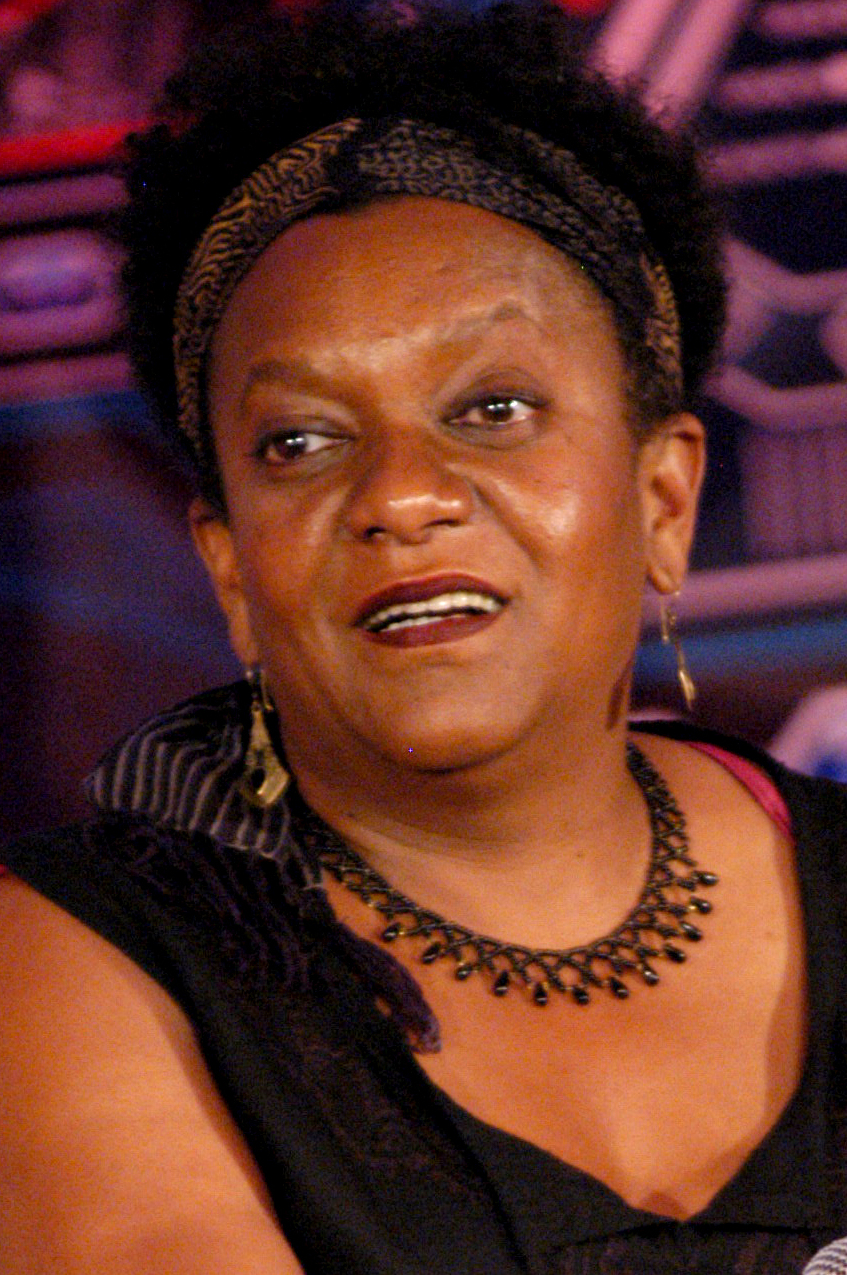

로레나 게일(Lorena Gale, 1958년 5월 9일 ~ 2009년 6월 21일)은 캐나다의 배우이다.
몬트리올에서 태어났으며 밴쿠버에서 사망하였다. 사인은 후두암이다.

## 출연 작품
- 스쿠비-두! 더 미스터리 비긴스 (2009년)
- Mistresses (2009)
- 신데렐라 스토리 2 (2008년)
- 트레이터 (2008년) - 디에르드르 역
- 지구가 멈추는 날 (2008년)
- 엑스 파일: 나는 믿고 싶다 (2008년)
- 머메이드 체어 (2006년)
- Amber Alert: Terror on the Highway (2008)
- 슬리더 (2006년)
- 스쿨 오브 라이프 (2005년)
- 네버워즈 (2005년)
- 엑소시즘 오브 에밀리 로즈 (2005년)
- 판타스틱 4 (2005년)
- 인간의 증명 (2004년)
- 레블레이션 (2004년) - 글로리아 스미스 역
- 퍼펙트 스코어 (2004년)
- 나비 효과 (2004년) - 보스웰 부인 역
- 리딕 - 헬리온 최후의 빛 (2004년)
- 진도 10.5 미국 침몰 (2004년)
- D.C. 스나이퍼: 공포의 23일 (2003년)
- 에이전트 코디 뱅크스 (2003년)
- 미스터 세인트 닉 (2002년)
- 도어 투 도어 (2002년)
- 트위스 어폰 어 크리스마스 (2001년)
- 런어웨이 바이러스 (2000년)
- 스노우 데이 (2000년)
- 스크류드 (2000년)
- 비하인드 더 마스크 (1999년)
- 바넘 (1999년)
- Ellen Foster (1997)
- 아메리칸 드래곤 (1997년)
- 인스팅트 (1996년)
- 제3의 눈 (1995년)
- 에비 (1995년)
- 개 목걸이 2 (1995년)
- 두 여자의 사랑 (1995년)
- 써로게이트 (1995년)
- 인플루언스 (1994년)
- 어니스트 6 - 학교 가다 (1994년)
- 악몽의 엘리베이터 (1993년)
- 할머니네로 우리는 간다 (1992, To Grandmother's House We Go)
- 추행자 (1991년)
- 엔젤스 오브 더 시티 (1989년)
- 플라이 2 (1989년)
- 나의 집을 찾아서 (1988년)
- 리버레이터 (1987년)
- 사랑의 선택 (1986년)
- 선택 (1986년)

### 텔레비전
- 배틀스타 갈락티카 (2003)
- 스몰빌 (2003-04)
- 스티븐 킹의 킹덤 (2004)
- 배틀스타 갈락티카 (2004-08)
- The 4400 (2007)